# Sáu cõi luân hồi

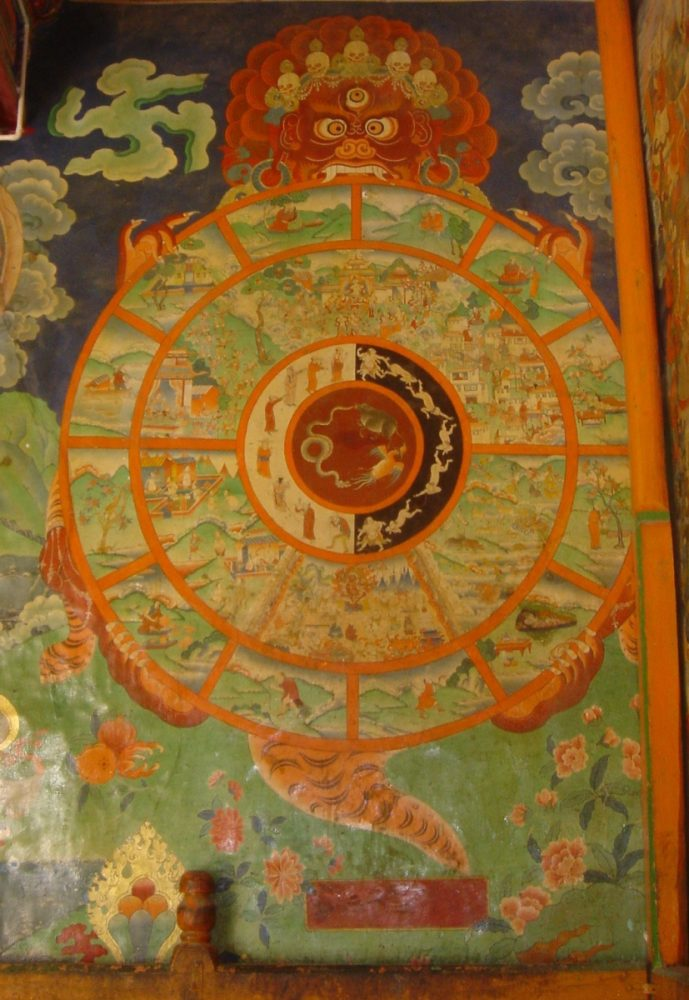
Tác phẩm "Bánh xe luân hồi" tại tu viện Sera, Tây Tạng

Theo quan điểm Phật giáo, tùy vào nghiệp của chúng sinh (những thực thể có ý thức, cảm giác, có sự sống) mà sau khi chết, chúng sinh đó có thể tồn tại dưới dạng thân trung ấm một thời gian (nhiều tài liệu cho rằng thời gian tối đa là 49 ngày, cũng có tài liệu cho rằng không có thân trung ấm, chúng sinh sẽ tái sinh ngay sau khi chết), rồi tái sinh vào một trong 6 cõi với cuộc đời mới.
Các hoạt động cầu an, cầu siêu, thờ cúng, chăm sóc phần mộ tổ tiên… hoàn toàn không có ý nghĩa gì đối với người chết đã tái sinh. Trường hợp một số người có thể "giao tiếp" với người đã khuất là do năng lực của tưởng uẩn (một trong ngũ uẩn) của người còn sống.
Sáu cõi luân hồi bao gồm:
- Cõi trời (tiếng Phạn: deva)
- Cõi thần (A-tu-la) (tiếng Phạn: asura)
- Cõi người (tiếng Phạn: manussa)
- Cõi súc sinh (tiếng Phạn: tiracchānayoni)
- Cõi ngạ quỷ (quỷ đói) (tiếng Phạn: preta)
- Cõi địa ngục (tiếng Phạn: niraya)

Sinh vật ngoài Trái đất (nếu tồn tại) cũng sẽ thuộc vào một trong 6 cõi này.
Những thực thể đã nhập niết-bàn thì không còn luân hồi sau khi qua đời.
Sau khi tái sinh, đa số các chúng sinh sẽ không còn nhớ bất cứ điều gì về kiếp trước đó. Việc chúng sinh sẽ tái sinh vào cõi nào sau khi chết có thể dự đoán được nếu quan sát cận tử nghiệp của chúng sinh đó.
Nguyên nhân dẫn đến luân hồi là do chúng sinh vẫn còn tham, sân, si, do đó mà tạo nghiệp.
Đặc điểm chung của các cõi luân hồi là vô thường.

## Sáu cõi

### Cõi trời
Cõi trời là cõi của hạnh phúc. Mặt không tốt của cõi này là mọi thứ quá tuyệt vời và những điều này khiến cho chúng sinh cõi trời thường bỏ quên việc tu hành giải thoát. Thay vào đó, họ dần dần sử dụng phước báo họ đã tích lũy từ trước (có thể từ các kiếp trước) để hưởng thụ, do vậy khi hết phước họ tái sinh vào các cõi thấp hơn.
Những chúng sinh ở cõi trời có rất nhiều quyền năng và uy lực so với con người. Tuy nhiên, chúng sinh ở cõi trời sống rất lâu nhưng không bất tử, hiểu biết rất nhiều nhưng không biết hết mọi thứ, có nhiều năng lực mạnh mẽ nhưng chỉ có giới hạn và không hành động như một đấng sáng tạo hay người phán xét. Vì vậy, chúng sinh cõi trời rất khác với khái niệm thần trong văn hóa phương tây.
Cõi trời phân chia thành nhiều tầng, khác nhau ở quyền năng và mức độ hạnh phúc. Tùy vào nghiệp mà chúng sinh sẽ được sinh vào tầng cao hay thấp. 

### Cõi thần (A-tu-la)
Cõi thần (A-tu-la) là cõi của các vị có phước báo ít hơn cõi trời. Họ là những chúng sinh có không ít phước, làm nhiều việc thiện nhưng còn hung dữ, ghen tỵ, nóng nảy. Cõi thần cũng có nhiều tầng, khác nhau ở mức độ hạnh phúc và quyền năng. Ở các tầng thấp, họ cũng hiểm ác và có thể gần giống với quỷ dữ.
Các chúng sinh ở cõi thần được cho rằng có đời sống hạnh phúc hơn cõi người và kém hơn cõi trời, họ không hiểu và cảm thấy bị quấy rầy bởi chúng sinh cõi trời.
Một số sự tích nói rằng chúng sinh cõi thần có 3 đầu và 6 tay và họ cũng không thể được cảm nhận bằng giác quan của cõi người và cõi súc sinh.

### Cõi người
Cõi người là cõi của con người. Sự tái sinh vào cõi này được cho là có lợi nhất trong tất cả các cõi luân hồi về mặt tu hành giải thoát. Điều này là do một số đặc tính độc đáo duy nhất chỉ có ở cõi người.
Con người được xem là có nhiều thuận lợi vì họ dễ nghe và làm theo chánh pháp do sự hạnh phúc và đau khổ đều ở khoảng giữa so với các cõi khác. Chúng sinh ở cõi quỷ đói (ngạ quỷ) và địa ngục chịu nhiều đau khổ chỉ có thể chịu đựng chứ không thể tự vươn lên. Cuộc sống ở cõi thần có nhiều bạo lực nên không thể làm theo chánh pháp, còn phần lớn chúng sinh ở cõi trời chỉ hưởng thụ phước của họ mà quên đi việc tu tập. Không giống các cõi khác, đơn thuần là hạnh phúc hay đau khổ, tại cõi người, con người có thể trải nghiệm những cảm giác hạnh phúc nhất cho đến đau khổ nhất tùy vào nghiệp của họ. 
Việc tái sinh làm con người là một sự kiện hiếm hoi, Phật đã ví cơ hội được làm người giống như một con rùa mù trăm năm mới nổi lên một lần và chui đầu được vào một cái cây có lỗ thủng nổi lênh đênh trên biển. 
Việc tái sinh vào cõi người được cho là rất lợi ích nếu con người biết sống đúng cách, tuy nhiên, chúng ta thường phí thời gian cuộc đời vào các nhu cầu vật chất, gia tăng các cảm xúc, hành động và ý nghĩ không tốt. Vì điều này, phần lớn trường hợp sau khi chết, chúng ta thường tái sinh vào các cõi thấp hơn, thay vì tái sinh tiếp tục làm người.
Ở các cõi thấp hơn, như cõi súc sinh, sẽ rất chậm và khó khăn để tích lũy đủ phước để có thể tái sinh làm người. Cho nên chúng sinh có thể sẽ phải mất thêm nhiều kiếp để có cơ hội tái sinh làm người lần nữa.

### Cõi súc sinh
Cõi súc sinh bao gồm các động vật không là con người.
Phật dạy rằng, tất cả các chúng sinh đều có Phật tính và do đó đều có khả năng giải thoát. Qua vô số kiếp quá khứ, nhiều động vật có thể đã từng là người thân của chúng ta. Vì vậy, con người chúng ta không nên sát sinh.

### Cõi ngạ quỷ (quỷ đói)
Những chúng sinh ở trong cõi ngạ quỷ được biết đến như là những quỷ đói. Họ cực kỳ đói và khát, nhưng họ hầu như không thể ăn hay uống.
Chúng sinh ở cõi ngạ quỷ vô hình với giác quan của con người, nhưng có ý kiến cho rằng con người có thể nhìn thấy họ trong một số trường hợp. Chúng sinh ở cõi ngạ quỷ mang nhiều hình hài khác nhau, cũng có những chúng sinh mang hình hài con ngươi, nhưng với da thối rữa, chân tay nhỏ, bụng rất to và dài, cổ hẹp. Điều này đặc trưng cho việc họ cực kỳ đói khát (bụng to) nhưng rất khó khăn để thỏa mãn cơn đói (cổ hẹp).
Ngạ quỷ được cho là thường sống ở các bãi rác hoặc hoang mạc cõi người, và có thể ở các nơi khác tùy vào nghiệp quá khứ của họ. Một số trong số họ có thể ăn một ít, nhưng rất khó tìm đồ ăn thức uống. Số khác có thể tìm được đồ ăn, nhưng rất khó nuốt. Một số khác nữa khi ăn vào thì đồ ăn biến thành lửa khi họ nuốt vào. Cũng có trường hợp đồ ăn và thức uống biến mất ngay trước mắt họ khi họ tìm thấy. Vì vậy, ngạ quỷ luôn luôn đói.
Cùng với đói khát, ngạ quỷ cũng phải chịu đựng nóng lạnh thất thường, ngay cả ánh trăng mùa hè cũng thiêu đốt họ, trong khi ánh nắng mặt trời mùa đông vẫn làm họ cóng lạnh.
Quỷ đói cũng có một số quyền năng và có thể sử dụng để chống lại lẫn nhau hoặc dọa con người. Tại các chùa thường cúng thí thực vào buổi chiều, chính là bố thí thức ăn cho ngạ quỷ.

### Cõi địa ngục
Địa ngục là cõi hoàn toàn đau khổ, là nơi chúng sinh bị đày đọa do tạo các nghiệp xấu, ác trong quá khứ. Khi bị đày đọa đến mức độ cảm giác như đã chết, chúng sinh sau đó hồi phục lại và bị đày đọa tiếp. Theo các tài liệu chính thống thì việc bị đày đọa là do các chúng sinh khác trong địa ngục hoặc quỷ sứ thực hiện.
Địa ngục theo cách nhìn của Phật giáo rất khác so với các tôn giáo khác, chúng sinh khi tái sinh vào địa ngục không phải do sự phán xét thần thánh của thần linh, và thời gian ở trong địa ngục không kéo dài vô tận, mặc dù vậy, thời gian đó thường là rất lâu.
Việc đọa vào cõi địa ngục phụ thuộc hoàn toàn vào nghiệp bất thiện, nghiệp ác của chúng sinh đó, và một khi đã trả hết nghiệp có liên quan, chúng sinh sẽ tái sinh vào cõi khác cao hơn.
Địa ngục được phân thành nhiều tầng, khác nhau về mức độ đày đọa. Con người không thể nhìn thấy chúng sinh trong địa ngục. Hiện nay, có nhiều mô tả khác nhau về sự phân chia các tầng cũng như hình thức đau khổ ở các tầng. Địa ngục thống khổ cùng cực là Địa Ngục A-Tỳ theo kinh điển ghi chép lại.